# Mie Østergaard Nielsen
Mie Østergaard Nielsen (* 25. September 1996 in Aalborg) ist eine dänische Schwimmerin. Ihre Spezialdisziplin ist das Rückenschwimmen, zudem tritt sie – vor allem in Staffelwettbewerben – auch im Freistilschwimmen an.

## Werdegang

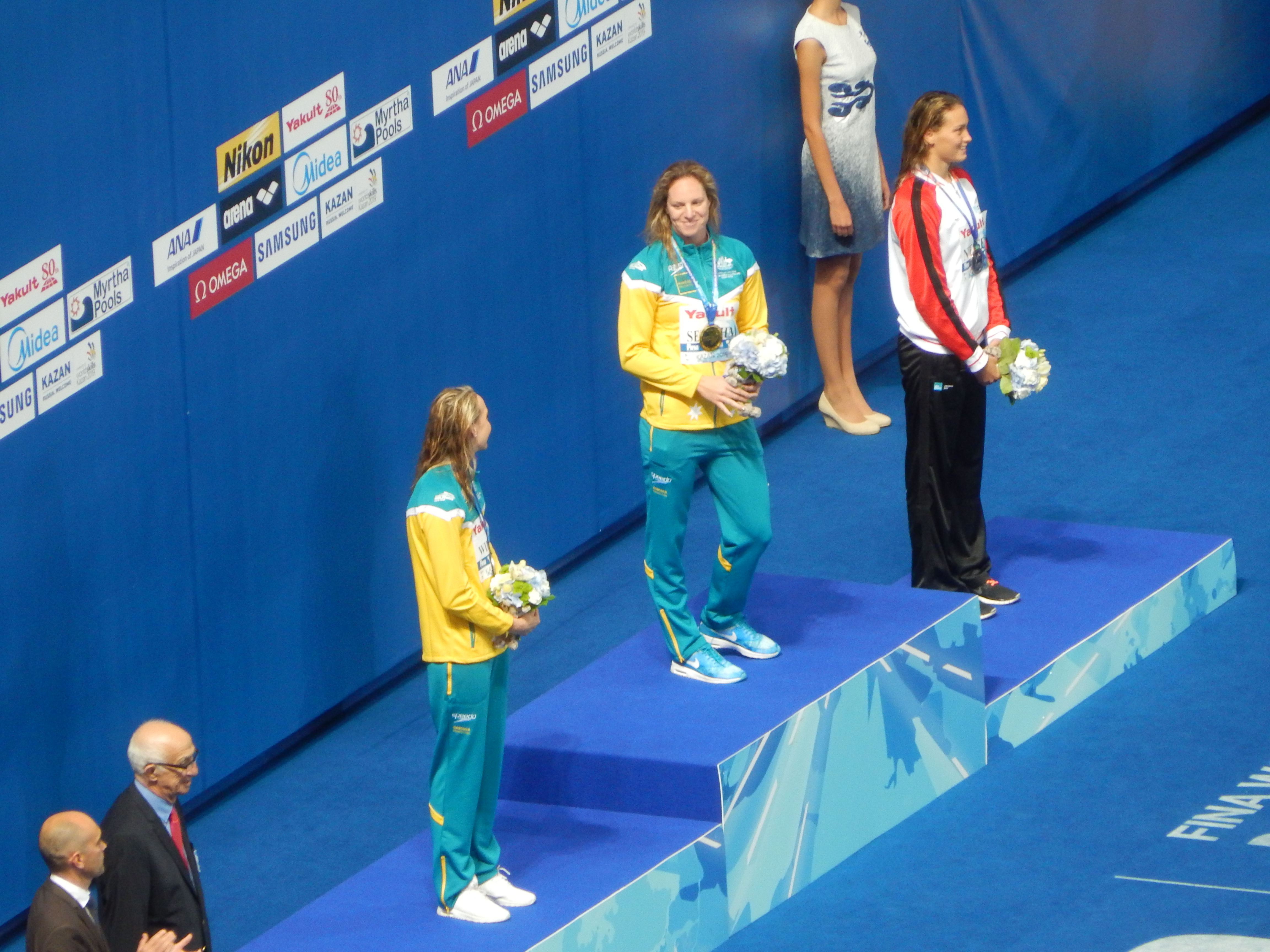
Nielsen (li.) bei den Weltmeisterschaften 2015

Mie Østergaard Nielsen ist die Tochter von Benny Nielsen, der unter anderem bei den Olympischen Spielen 1988 Silber über 200 m Schmetterling gewann, sowie Lone Jensen, die ebenfalls Schwimmerin war und zum Beispiel an den Schwimmweltmeisterschaften 1978 teilnahm. Sie lebt in Nørresundby und wird von Eyleifur Jóhannesson trainiert.
Mie Nielsen errang 2011 erstmals internationale Medaillen, als sie bei den Junioreneuropameisterschaften in Belgrad zwei Gold- und je eine Silber- und Bronzemedaille gewann. Im gleichen Jahr debütierte sie bei den Kurzbahneuropameisterschaften im Seniorenbereich und gewann mit den dänischen Staffeln Gold und Silber über 4 × 50 m Lagen bzw. Freistil sowie einzeln Bronze über 100 m Rücken und Lagen. 2012 vertrat sie ihr Land im Alter von 15 Jahren bei den Olympischen Spielen in London, wo sie mit den dänischen Freistil- und Lagenstaffeln Rang 6 bzw. 7 erreichte. Bei ihren Einzelstarts über 100 sowie 200 m Rücken kam sie nicht über die Vorläufe hinaus. Außerdem trat sie 2012 erstmals bei Kurzbahnweltmeisterschaften an und gewann mit Gold über 4 × 100 m Lagen, Silber über 100 m Rücken und Bronze über 4 × 100 m Freistil einen kompletten Medaillensatz.
2013 gewann sie bei den Kurzbahneuropameisterschaften im dänischen Herning Gold über 100 m Rücken sowie in Weltrekordzeit mit der Staffel über 4 × 50 m Freistil. Über 4 × 50 m Lagen belegte sie mit dem dänischen Quartett zunächst den zweiten Platz hinter der Staffel aus Russland, der jedoch nach der positiven Dopingprobe von Julija Jefimowa nachträglich Gold aberkannt wurde. Bei den Schwimmeuropameisterschaften 2014 in Berlin gewann Nielsen ihre ersten Medaillen im Seniorenbereich auf der Langbahn. Sie wurde zeitgleich mit Katinka Hosszú Europameisterin über 100 m Rücken und gewann außerdem in neuer Europarekordzeit Gold mit der Staffel über 4 × 100 m Lagen. Außerdem wurde sie Dritte über 50 m Rücken. Ende 2014 gewann sie bei den Kurzbahnweltmeisterschaften in Doha Gold über 4 × 50 m Lagen mit neuem Weltrekord und über 4 × 100 m Lagen sowie Bronze über 4 × 50 m Freistil. Sie verpasste über 100 m Rücken als Fünfte und mit der 4 × 100-m-Freistilstaffel als Vierte die Medaillenränge.
Bei den Weltmeisterschaften 2015 in Kasan gewann Nielsen die Bronzemedaille über 100 m Rücken hinter den Australierinnen Emily Seebohm und Madison Wilson und verbesserte im Halbfinale ihren eigenen dänischen Rekord. Über 50 m Rücken konnte sie ebenfalls im Halbfinale ihren eigenen Landesrekord unterbieten und belegte im Finale Rang 5. Einen weiteren fünften Rang belegte sie mit der dänischen Staffel über 4 × 100 m Lagen. 2016 gewann Nielsen bei den Europameisterschaften in London erneut Gold über 100 m Rücken und setzte sich dabei gegen Katinka Hosszú durch, wobei sie in 58,73 Sekunden einen neuen Europameisterschaftsrekord aufstellte. Außerdem gewann sie Silber über 50 m Rücken und wurde Fünfte mit der Staffel über 4 × 100 m Freistil.

## Bestzeiten und Rekorde
| Persönliche Bestzeiten                                                                    | Persönliche Bestzeiten                                                                    | Persönliche Bestzeiten                                                                    | Persönliche Bestzeiten                                                                    | Persönliche Bestzeiten | Persönliche Bestzeiten | Persönliche Bestzeiten |
| Disziplin                                                                                 | Langbahn                                                                                  | Langbahn                                                                                  | Langbahn                                                                                  | Kurzbahn               | Kurzbahn               | Kurzbahn               |
| ----------------------------------------------------------------------------------------- | ----------------------------------------------------------------------------------------- | ----------------------------------------------------------------------------------------- | ----------------------------------------------------------------------------------------- | ---------------------- | ---------------------- | ---------------------- |
| 100 m Freistil                                                                            | 00:54,47 min                                                                              | 16. Mai 2016                                                                              | London                                                                                    | 00:52,93 min           | 22. November 2014      | Brønshøj               |
| 200 m Freistil                                                                            | 01:58,83 min                                                                              | 29. März 2015                                                                             | Brønshøj                                                                                  | DR 01:55,04 min        | 15. Dezember 2013      | Herning                |
| 50 m Rücken                                                                               | DR 00:27,63 min                                                                           | 5. August 2015                                                                            | Kasan                                                                                     | DR 00:26,39 min        | 5. Dezember 2014       | Doha                   |
| 100 m Rücken                                                                              | DR 00:58,73 min                                                                           | 19. Mai 2016                                                                              | London                                                                                    | * DR 00:55,99 min      | 13. Dezember 2013      | Herning                |
| 200 m Rücken                                                                              | 02:11,97 min                                                                              | 25. März 2012                                                                             | Brønshøj                                                                                  | 02:05,63 min           | 20. Dezember 2015      | Kastrup                |
| 100 m Lagen                                                                               | –                                                                                         | –                                                                                         | –                                                                                         | DR 00:59,34 min        | 5. Oktober 2014        | Moskau                 |
| Weltrekord                                                                                |                                                                                           |                                                                                           |                                                                                           |                        |                        |                        |
| 4 × 50 m Lagen Kurzbahn (mit Rikke Møller Pedersen, Jeanette Ottesen und Pernille Blume)  | 4 × 50 m Lagen Kurzbahn (mit Rikke Møller Pedersen, Jeanette Ottesen und Pernille Blume)  | 4 × 50 m Lagen Kurzbahn (mit Rikke Møller Pedersen, Jeanette Ottesen und Pernille Blume)  | 4 × 50 m Lagen Kurzbahn (mit Rikke Møller Pedersen, Jeanette Ottesen und Pernille Blume)  | 01:44,04 min           | 5. Dezember 2014       | Doha                   |
| Europarekord                                                                              |                                                                                           |                                                                                           |                                                                                           |                        |                        |                        |
| 4 × 100 m Lagen Kurzbahn (mit Rikke Møller Pedersen, Jeanette Ottesen und Pernille Blume) | 4 × 100 m Lagen Kurzbahn (mit Rikke Møller Pedersen, Jeanette Ottesen und Pernille Blume) | 4 × 100 m Lagen Kurzbahn (mit Rikke Møller Pedersen, Jeanette Ottesen und Pernille Blume) | 4 × 100 m Lagen Kurzbahn (mit Rikke Møller Pedersen, Jeanette Ottesen und Pernille Blume) | 03:49,87 min           | 14. Dezember 2012      | Istanbul               |
| DR = Dänischer Rekord; * = ehemaliger Europarekord; Stand: 30. Juli 2016                  |                                                                                           |                                                                                           |                                                                                           |                        |                        |                        |